# 13740 Lastrucci
13740 Lastrucci eller 1998 SL2 är en asteroid i huvudbältet som upptäcktes den 18 september 1998 av de båda italienska astronomerna Egisto Masotti och Maura Tombelli vid Montelupo-observatoriet. Den är uppkallad efter Liliana Lastrucci, fru till en av upptäckarna.
Asteroiden har en diameter på ungefär 4 kilometer.